# 遺產湖 (伊利諾伊州)
遺產湖（英語：Heritage Lake）是位於美國伊利諾伊州塔茲韋爾縣的一個人口普查指定地區。

## 地理
遺產湖的座標為40°32′51″N 89°19′33″W / 40.54750°N 89.32583°W，而該地最高點為海拔高度232米（即761英尺）。

## 人口
根據2010年美國人口普查的數據，遺產湖的面積為3.23平方千米，當中陸地面積為2.93平方千米，而水域面積為0.30平方千米。當地共有人口1520人，而人口密度為每平方千米470.59人。